# Rígsþula

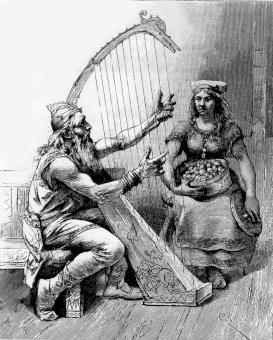
Heimdall déguisé en Rígr de Carl Larsson

La Rígsþula ou Rígsthula (Chant de Rígr en vieil islandais) est un poème de l'Edda poétique, recueil de poèmes de la mythologie nordique. Il présente un dénommé Ríg (ou Rígr), qui n'est autre que le dieu Heimdall, en père de l'humanité. Dans le poème, il passe une nuit dans trois foyers différents et engendre avec chaque femme les trois grandes classes (ou races) d'hommes ; esclaves, paysans libres et nobles, rapportant ainsi ce poème à une division tripartite de la société,. Le fond authentique nordique du poème est contesté par des spécialistes qui y voient notamment des influences extérieures, toutefois la notion de Destin, son caractère sacré, et le fait qu'il s'intéressera de manière préférentielle à une dynastie, lignée ou famille particulière n'est pas étrangère aux textes mythologiques et sagas nordiques et constitue même parfois le thème central de l'histoire, ce à quoi tous les héros se soumettent (l'exemple le plus célèbre étant la Völsunga saga).
Le poème est composé d'une courte introduction en prose et 48 strophes, mais il manque la fin qui ne nous a pas été préservée. Il nous est parvenu incomplet dans la dernière page conservée du Codex Wormianus, après l'Edda de Snorri. Le poème semble ancien et pourrait dater d'avant l'an 1000, mais le seul manuscrit dans lequel il est préservé date d'environ 1350,. Toutefois la majorité des spécialistes situent la composition du poème entre le Xe siècle et le XIIIe siècle, d'un auteur sans doute islandais .

## Synopsis

### La race des esclaves
On apprend dans l'introduction en prose que le dieu Heimdall arrive à une maison et dit qu'il s'appelle Rígr. Commencent ensuite les vers. Heimdall pénètre par le portail entrouvert et rejoint un couple, Aïeul et Aïeule, qui lui sert un repas pauvre. Les strophes 5 et 6 sont récurrentes dans ce poème : 
| 5. Rígr kunni þeim ráð at segja, reis hann upp þaðan, réðsk at sofna; meir lagðisk hann miðrar rekkju, en á hlið hvára hjón salkynna. | 5. Rígr avait Des conseils à leur donner ; Puis il se coucha Dans le mitan du lit De chaque côté de lui Les maîtres de céans |  |

| 6. Þar var hann at þat þríar nætr saman, gekk hann meir at þat miðrar brautar, liðu meir at þat mánuðr níu. | 6. Il y resta Trois nuits pleines ; Il s'en alla alors Par le mitan de la route ; Passèrent là-dessus Neuf mois |  |

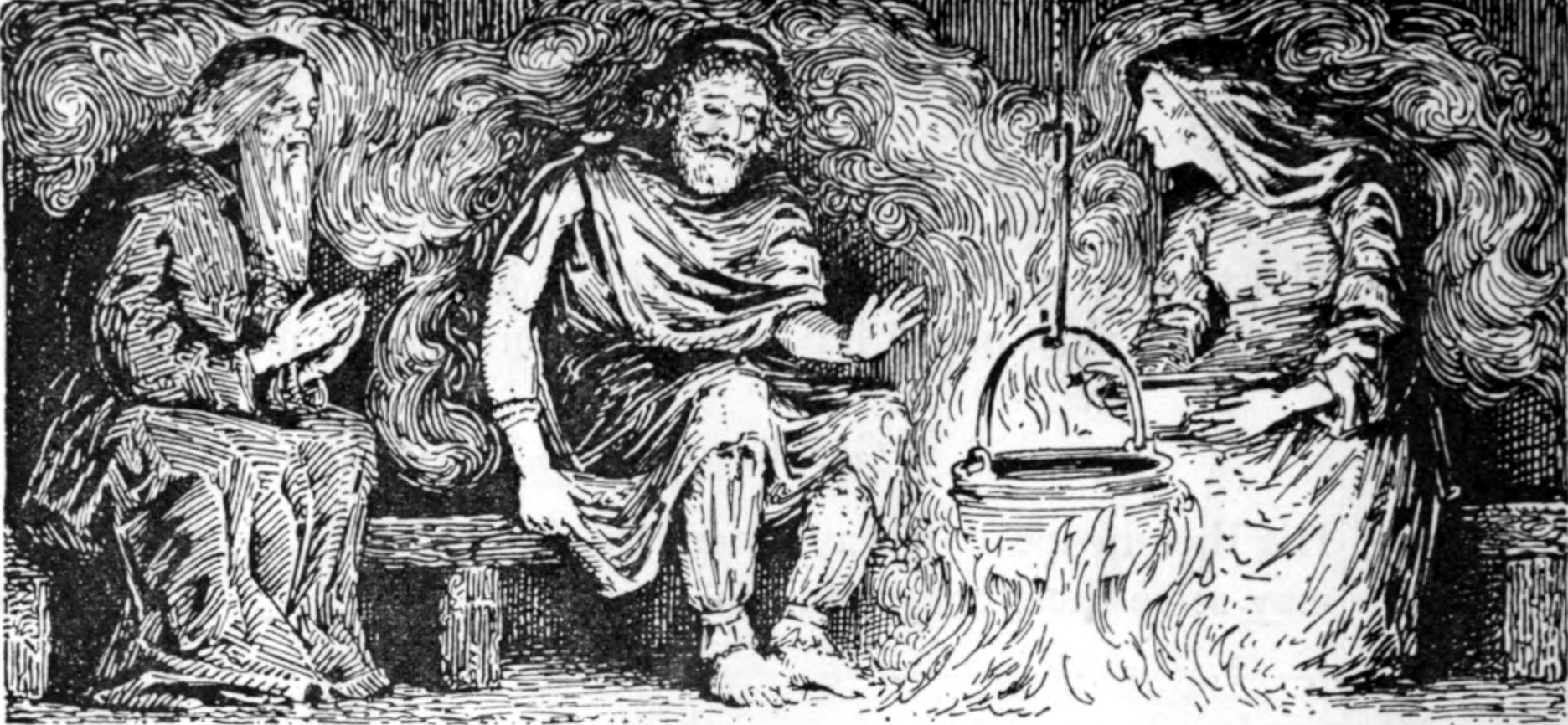
"Ríg dans la maison d'Aïeul" (1908) par W. G. Collingwood

Le poème révèle ensuite qu'Aïeule enfante d'un enfant noir de peau, et ils le nomment Thrall (Esclave). Celui-ci grandit et apprend à exercer sa force en effectuant des fardeaux toute la journée. Il rencontre une fille nommée Thír (Serve) avec qui il a une vingtaine d'enfants qui sont tous nommés dans le poème (leurs noms ont chacun des significations péjoratives comme Braillard, Bouseux, Grossier, Puant...etc.). Le poème précise que leur travail consiste à poser des enclos, garder les chèvres...etc. Ainsi « de là provient la race des esclaves » (strophe 13).

### La race des hommes libres
Ensuite Rígr arrive à une halle dont le portail est entrouvert, il passe et voit un couple qui « vaquait à ses affaires » (str. 14) et qui sont nommés Grand-Père et Grand-Mère dans le poème. Après un passage très similaire aux strophes 5 et 6 citées précédemment on apprend que Grand-Mère enfante d'un garçon qu'ils nomment Karl (Homme), aux cheveux roux, « les joues roses, des yeux vifs ». En grandissant il apprend les métiers de paysan et d'artisan. Il se marie ensuite avec une fille nommée Snör (Bru) avec qui il a une vingtaine d'enfants dont les noms sont tous énumérés dans le poème comme précédemment, et qui ont plutôt un rapport avec la vie et les métiers d'artisans respectables comme Brave, Forgeron, Voisin...etc. « De là provient la race des hommes » (str. 25).

### Les premiers nobles

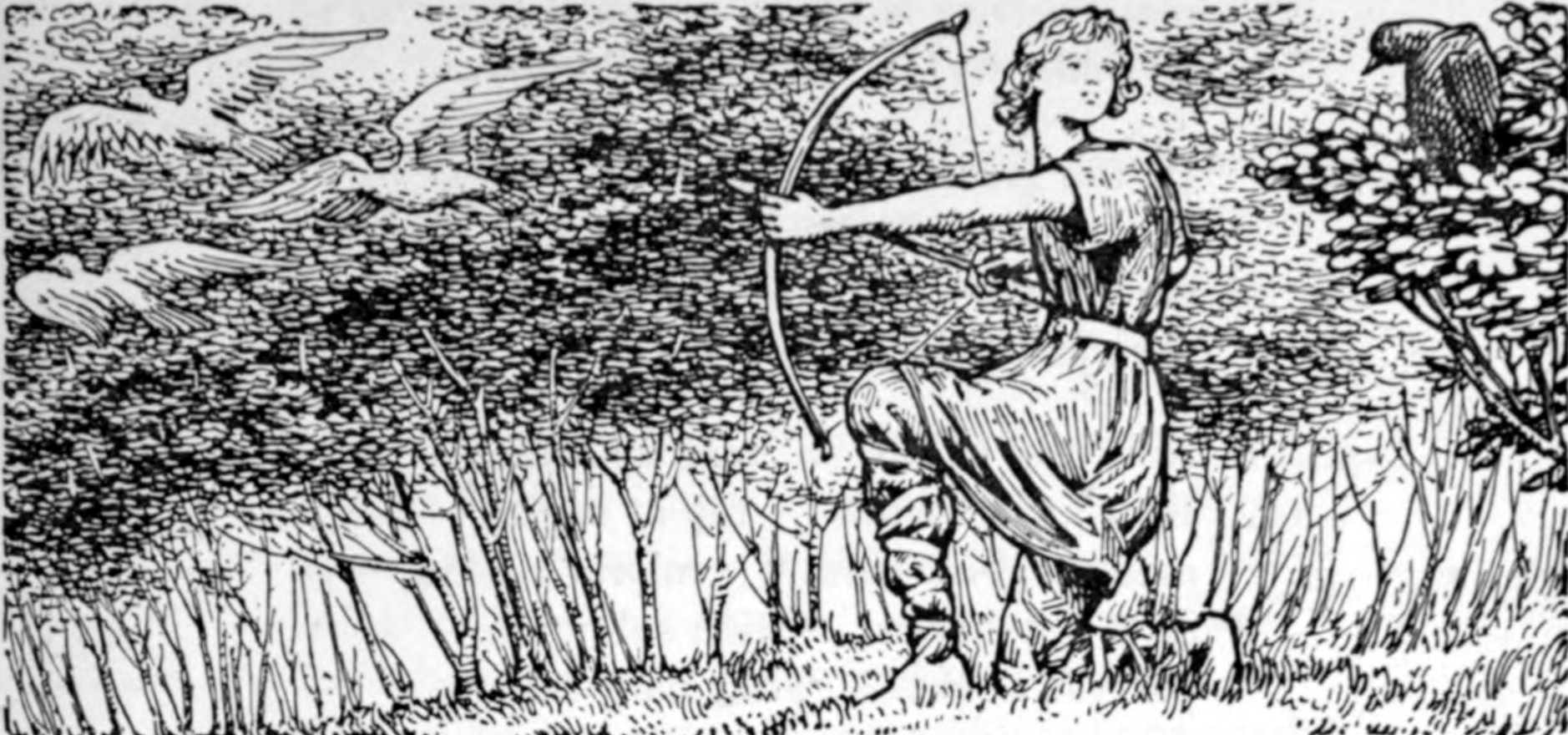
"La corneille prévient Kon" (1908) par W. G. Collingwood

Ensuite Rígr arrive à une salle dont le portail est clos et s'ouvre avec un anneau. Il y pénètre et y trouve un couple nommé dans le poème Père et Mère qui lui préparent un festin. S'ensuit encore un passage très similaire aux strophes 5 et 6 citées. Mère enfante d'un garçon qu'ils nomment Jarl, aux cheveux blond pâle, aux joues brillantes et aux yeux perçants. En grandissant il apprend à fabriquer des armes et à les manier. Ensuite Rígr lui enseigne les runes, et lui révèle qu'il est son père, et lui dit de s'approprier des terres. Jarl conquiert donc des pays par les armes, et il répartit les richesses. Il marie ensuite une fille « aux doigts fins, blanche et sage » appelée Erna (vive, valeureuse) avec qui il a une dizaine de garçons qui sont énumérés ici et qui portent des noms comme Fils, Enfant, Chef, Héritier, etc. Ils apprennent la fabrication et le maniement des armes.
Le plus jeune, Konr (ou Kon) (Homme), apprend les runes et leur magie, et le langage des oiseaux. Il dépasse en science son père Jarl et hérite de son patrimoine. Certaines des dernières strophes sont mutilées, mais on comprend que Konr chasse l'oiseau en forêt et une corneille lui dit qu'il ferait mieux de « monter des chevaux [...] et d'abattre les guerriers » (str. 47). L'oiseau lui explique que Danr et Danpr possèdent des halles plus riches que la sienne, et qu'ils sont de bons meneurs de guerre.

## Commentaires

### Structure du poème
Le poème suit une structure particulière qui n'est pas étrangère au système de narration de contes mythologiques et folkloriques en général. Il peut être divisé en trois parties à la narration presque identique. Ríg s'invite pendant trois nuits dans trois foyers différents qui sont de plus en plus riches, et couchant avec la maitresse de maison, qui enfante un garçon qui sera le père d'une des trois classes sociales. Si le dernier foyer est fermé à clef, c'est pour souligner qu'il est plus riche, ainsi le portail est fermé pour protéger des biens. À la naissance de chaque premier fils, il est répété dans le poème qu'il est aspergé d'eau. Il ne s'agit pas d'un baptême mais d'un rite de lustration présent dans beaucoup de religions, connu en Scandinavie sous le nom d'ausa barn vatni. Ce rite est évoqué à la strophe 158 des Hávamál; Odin se vante de connaitre le treizième charme rendant un jeune homme invincible s'il le récite en lui versant l'eau lustrale.
Les trois foyers, de plus en plus riches, sont composés d'un couple successivement appelé Aïeul et Aïeule, puis Grand-père et Grand-mère, et enfin Père et Mère. Ceci renvoie au fait que chaque nouvelle génération vit mieux et est plus aisée que la précédente. Jarl, le premier noble, serait descendant à la quatrième génération de pères chacun successivement supérieurs en termes de classe sociale que leur père.

### Heimdall en père de tous les hommes?

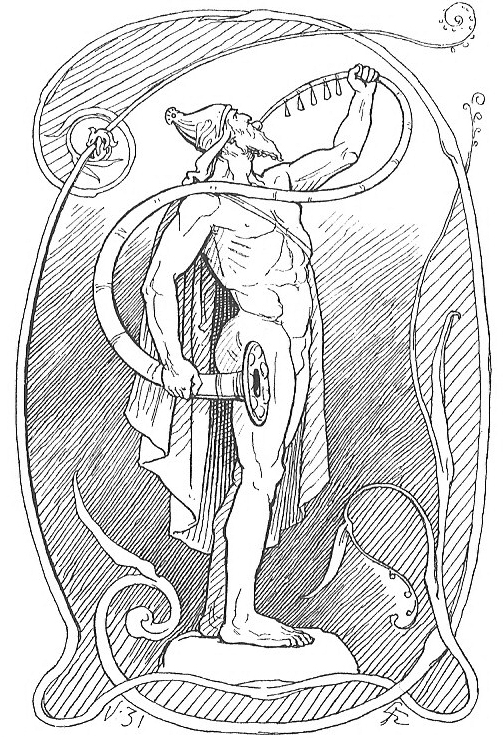
Heimdall soufflant dans Gjallarhorn, de Lorenz Frølich.

Heimdall en père de tous les hommes est confirmé dans un autre poème de l'Edda poétique, la Völuspá, dès la première strophe : 
| 1. Hljóðs bið ek allar helgar kindir, meiri ok minni, mögu Heimdallar. | 1. Silence je demande à tous Les êtres sacrés, Petits et grands Fils de Heimdallr; |  |

La strophe 43 du Hyndluljóð semble également faire référence à la parenté d'Heimdall avec « toutes les races ».
Néanmoins, présenter Heimdall en père de l'humanité est curieux car cela ne correspond pas à sa principale caractéristique de gardien du monde des dieux Ásgard, qui sonnera sa corne au commencement de la bataille prophétique du Ragnarök. Des spécialistes se sont donc portés sur la signification de son nom. La première syllabe, heim-, renvoie indiscutablement à « monde ». La fin, -dallr (de Heimdallr), est plus discutée. Pour confirmer les dires de ce poème, certains y ont vu une étymologie pour « soutien » et « support », faisant ainsi de Heimdall le « pilier du monde »,.
Régis Boyer constate que cette fonction de père de l'humanité n'est pas fortuite. En effet, Heimdall est opposé à Loki, ainsi il incarnerait l'anti-désordre, donc l'attribuer la création de l'ordre social s'inscrit dans cette même logique.
En revanche, Karl Johannson soutient que le lien expliqué entre Heimdall et Ríg dans l'introduction en prose du poème a été le fait du compilateur du Codex Wormianus qui connaissait la première strophe de la Völuspá. Le compilateur aurait interprété à sa manière la véritable identité de Ríg, ou ce serait un rajout servant à inscrire ce poème parmi les autres textes mythologiques du codex.

### Un reflet de la société Viking
La Rígsþula présentant des interactions sociales entre hommes permet de se rendre compte des normes sociales dans les sociétés Vikings ou germaniques, ou de vérifier le réalisme du poème avec ce que l'on sait du fonctionnement de ces sociétés.
Jarl et Konr sont les seuls qui apprennent de Ríg la connaissance des runes, ce qui reflète bien la société Viking dans laquelle cette connaissance est l'apanage des nobles.

## Théories

### Tripartition fonctionnelle indo-européenne
Georges Dumézil, philologue et comparatiste français, s'est servi entre autres de la Rígsþula pour démontrer sa théorie de la tripartition des sociétés et théologies indo-européennes ; en une fonction (ou classe) sacerdotale, une fonction guerrière, et une fonction productrice (artisans, paysans, fécondité). En effet, chez les Germains la théologie trifonctionnelle est claire, avec Odin, Thor et Freyr représentant respectivement les trois fonctions. Seulement leurs sociétés ne sont pas divisées de telle manière, chose qu'avait d'ailleurs remarqué Jules César dans ses Commentaires sur la Guerre des Gaules, notant que les Germains ne possédaient pas une classe sacerdotale comme les Gaulois les druides. Dans les pays scandinaves, il existait une classe guerrière, et une classe paysanne consciente de sa fonction (avec comme dieux Njord et Freyr), mais toujours pas de classe sacerdotale, présente pourtant chez d'autres indo-européens comme les Indo-Iraniens et les Celtes. Toutefois la structure de la Rígsþula est tout à fait en accord avec la tripatition fonctionnelle indo-européenne.
Dans la Rígsþula, Thrall (l'esclave) et sa descendance sont relégués tout en bas de la hiérarchie sociale, de fait ils ne font même pas partie des trois classes principales de la société. En cela ils sont similaires aux sudras (serviteurs) de l'Inde classique, inférieurs aux trois autres classes varna qui représentent les trois fonctions, sacerdotale (brâhmane), guerrières (kshatriya), productrices (vaishya). Il semblerait à priori que la Rígsþula ne présente pas la fonction sacerdotale, mais c'est sans voir le rôle réel du dernier fils du noble-guerrier Jarl ; Konr. En effet, celui-ci n'a de pouvoir qu'en tant que magicien, qui maîtrise mieux les runes que son père grâce aux enseignements de Heimdall. Il comprend aussi les animaux. En cela il possède des attributs clairement magiques, il représente donc la fonction sacerdotale, son père Jarl la fonction guerrière, et Karl la fonction productrice. Thrall, lui, est inférieur, à part.
Dans la théorie de la tripartition on retrouve aussi un système de couleurs symboliques de chaque fonction, qui est analogue chez plusieurs sociétés indo-européennes, dont les Hittites, les Indo-Iraniens et à Rome. Le blanc est la couleur de la première fonction (prêtres, le sacré), le rouge celle de la seconde (guerriers, force), et le bleu foncé ou vert celui de la troisième (éleveurs, agriculteurs, fécondité). En Inde, où la quatrième classe esclave sudra existe, celle-ci est représentée par la couleur noire. On constate du coup dans la Rígsþula que le bébé Thrall est noir, le bébé Karl est rouge de cheveux et de visage, et le bébé Jarl est blanc brillant. Il existe un décalage de couleurs pour Karl et Jarl qui peut être expliqué en observant le panthéon nordique, où ce décalage de fonction existe aussi. Odin représente la fonction magique principalement, mais aussi la fonction guerrière. Thor, roux, la fonction guerrière, mais aussi la fertilité (dieu du tonnerre ce qui implique une fonction météorologique). De plus, dans le poème la fonction magique n'est pas assurée par une classe d'homme, mais par un seul homme, Konr, donc il reste en dehors du système de couleurs qui se décale un cran en dessous. De fait, selon Georges Dumézil, la Rígsþula présente bien la tripartition indo-européenne classique dans tous ses aspects.
Régis Boyer est plus nuancé dans son analyse du poème, et prétend que l'organisation sociale tripartite que l'on constate dans ce poème ne reflète pas la réalité, notamment à cause de l'origine celtique du poème. Si les sociétés vikings étaient composées de couches sociales différentes, leur hiérarchisation n'était pas aussi stricte. Le commerce d'esclaves était très pratiqué par les Vikings mais rien ne permet d'en faire une classe à part entière. Lorsque le poème a été rédigé au XIIIe siècle, cette pratique de l'esclavage n'existait plus et il se peut que les auteurs aient exagéré la place des esclaves, qui en réalité pouvaient s'affranchir relativement facilement.
Pour Jean Haudry, le poème expose une tripartition sociale qui remonte à la période commune des Germains avec une division de la société en trois classes hiérarchisées : nobles auxquels se rattache le roi, hommes libres et serfs. Cette structure est celle de la majorité des sociétés indo-européennes à l'exception des Celtes et des Indo-Iraniens qui ont une classe sacerdotale par une innovation commune ou parallèle. Les Germains ont conservé un sacerdoce ancien, celui du chef des différents cercles de la société depuis le père de famille jusqu'au roi. Le Chant de Rígr semble également conserver un mythe de la création des classes sociales qui représente la partie ascendante d'un cycle cosmique, le dieu engendrant une nouvelle  classe d'hommes avec successivement un couple de vieillards, un couple d'âge mûr, puis un couple de jeunes gens.

### Une influence irlandaise?
Des influences irlandaises dans la Rígsþula ont été soulignées depuis longtemps par les spécialistes, ce qui n'est pas forcement étonnant compte tenu des liens étroits que cultivaient les vikings avec l'Irlande, et tout particulièrement l'Islande qui était en premier lieu colonisée par des Irlandais bien avant l'arrivée des vikings. Ainsi Rígr a une étymologie irlandaise, il viendrait du mot rí qui veut dire « roi ». De plus, une comparaison est notée entre ce poème et les légendes irlandaises de Manannan Mac Lir et son fils Mongán mac Fiachnai, laissant à croire que la Rígsþula pourrait en fait être une adaptation scandinave d'un mythe d'Irlande. Des thèmes du poème ont été comparés avec d'autres mythes d'Irlande, comme avec le Tochmarc Étaíne. Konr, lui, rappelle par ses activités le héros irlandais Cúchulainn. De plus, en Irlande ancienne (comme en Scandinavie) on élevait les enfants en leur apprenant exclusivement les métiers de leur classe sociale, ce que l'on retrouve dans ce poème, par contre aucun mythe celtique connu n'explique les causes de l'organisation sociale.
Georges Dumézil défend une authenticité du poème, et souligne que le « jeune Konr » (Konr ungr en vieux norois) porte le nom scandinave pour « roi » (konungr). En revanche, Heimdall se nomme Rígr, un nom étranger pour « roi », ceci faisant Heimdall ne prétend pas prendre le trône et le laisse au véritable roi de par son nom, Konr ungr. En effet, en Irlande le roi reste écarté des trois fonctions, il n'est que le souverain, c'est le druide qui porte la fonction magique. En revanche, en Scandinavie le roi avait aussi une fonction magique (ce qui se retrouve dans la mythologie avec Odin "roi" des dieux et magicien). Ainsi l'auteur du poème aurait pu délibérément choisir Rígr comme nom pour Heimdall, le plaçant donc à l'écart du système des trois fonctions sociales indo-européennes comme c'est le cas pour les rois (Ríg) irlandais. Georges Dumézil prétend donc que le mythe exposé dans la Rígsþula n'est pas celtique, que l'auteur, au courant de cette différence sociétale des irlandais, aurait choisi Rígr comme nom d'Heimdall pour signaler sa non appartenance au système social classique. De plus la Rígsþula serait plus conforme aux divisions sociales traditionnelles chez d'autres Germains, et pas dans les sociétés celtiques.

### Mythologie comparée
Georges Dumézil note une comparaison entre le dieu céleste Heimdall (et notamment son rôle dans la Rígsþula) et le dieu Ciel hindou Dyu dont l'incarnation héroïque est Bhishma. Outre les circonstances comparables de leurs naissances, chacun est un personnage primordial ainsi que le dernier à mourir (l'un au Ragnarök, l'autre dans la bataille de Kurukshetra est le plus ancien héros prenant part au conflit et le dernier à en périr). Dans la Rígsþula, Heimdall sous l'avatar de Rígr visite les générations successives (Aïeul/Aïeule, Grand-père/Grand-mère, Père/Mère, Jarl, Konr), chose que l'immortel Bhīsma fait aussi avec un de ses frères cadets, ses fils et les fils de ceux-ci. D'ailleurs, les derniers fils, héros de la bataille, sont des incarnations des dieux des trois fonctions. De plus, l'antériorité de Heimdall et de Bhīsma justifierait leur règne en roi, mais ces deux divinités y renoncent pour laisser ce privilège à un autre, qu'ils se soucient d'élever en monarque digne de ce nom, et d'éduquer. Ils élèvent donc des enfants qui en vérité ne sont pas leurs propres fils. Si Rígr/Heimdall est réellement le père biologique des trois classes d'hommes, ses enfants restent officiellement ceux du couple d'origine. Rígr adopte en quelque sorte Jarl pour pouvoir l'éduquer, comme s'il n'était pas réellement son fils. Heimdall n'est légalement le père de personne, de plus il n'a pas de femme. Parallèlement, Bhīsma a renoncé formellement à une descendance pour empêcher qu'un fils puisse prétendre au trône,. Selon Georges Dumézil, cette analogie de Heimdall en Rígr avec Bhīsma garantit l'antiquité du mythe de la Rígsþula, qui devait exister sous une forme primitive chez le peuple proto-indo-européen, avant la dispersion.

### Historicité
Le caractère inachevé de la Rígsþula rend difficile la compréhension. On suppose que Konr suit les conseils de la corneille et se bâtit un royaume par les armes. Selon Régis Boyer, la fin serait peut être un ajout qui se renvoie au domaine des chants héroïques. Danpr et Danr sont sans doute les rois qui ont donné leur nom au Danemark. Danpr est mentionnée aussi dans la Hlöðskviða, un poème préservé dans la Saga de Hervor et du roi Heidrekr, et désigne le fleuve Dniepr.
Finnur Jónsson a identifié Konr à Harald à la belle chevelure, le premier roi de Norvège,,, qui a effectivement unifié le territoire par la conquête, et s'est ensuite marié avec une princesse danoise (qui dans le poème pourrait être identifiée à la fille de Danpr). Arngrímur Jónsson écrit au XVIe siècle dans son résumé de la disparue Saga des Skjöldungar que le roi Konr épouse Dana, fille de Danpr, et ils ont un fils Danr qui sera le premier roi du Danemark. Ceci suggère donc que Konr, Danr et Danpr ont un lien de parenté et ont créé la dynastie danoise légendaire des Skjöldungs. Dans le chapitre 20 de la Heimskringla, on apprend qu'un roi Danpr est le fils du roi Ríg (qui serait Konr dans le poème, car Ríg devient son titre) et ancêtre du roi suédois Dyggvi, mentionné aussi dans la Saga des Ynglingar. Comme pour beaucoup de mythes, on retrouve ici la légende greffée d'influences et de réminiscences historiques. Il est probable que le mythe d'un dieu créateur de l'organisation sociale ait existé dans le folklore des peuples du nord. Puis au Xe siècle, pendant l'âge des Vikings, le poème se serait normalisé en prenant des influences irlandaises et se serait adapté à l'histoire du roi Harald à la belle chevelure.

## Traductions françaises
- Rosalie du Puget, « Le poème sur Rig », Les Eddas, traduites de l’ancien idiome scandinave, Paris, Bibliothèque Du Puget (Bons livres pour tous les âges – Science), 1838, p. 253-260.
- Maximilien de Ring, « Rigsmaal », Essai sur la Rigsmaal-saga et sur les trois classes de la société germanique, Paris, Benjamin Duprat, 1854, p. 10-49 (bilingue).
- Félix Wagner, « Le poème de Ríg », Les Poèmes mythologiques de l'Edda, traduction française d'après le texte original islandais accompagnée de notices interprétatives et précédée d'un exposé général de la mythologie scandinave basé sur les sources primitives, Liège / Paris, Faculté de Philosophie et Lettres / Librairie E. Droz, 1936, p. 197-204.
- J. D. Scriptor, « Rígsþula », Sous l’œil d'Odin. Le temps des sagas, s.d., s.l., 1953, p. 309-315.
- Régis Boyer, « Le Chant de Rígr », L'Edda Poétique, Paris, Fayard, 1992, p. 142-154.
- François-Xavier Dillmann, « La Rígþula. Traduction française du poème eddique », Proxima Thulé. Revue d'études nordiques, vol. V, 2006, p. 59-72.